# Luis Saslavsky
Luis Saslavsky (Rosario, 21 aprile 1903 – Buenos Aires, 20 marzo 1995) è stato un regista cinematografico e sceneggiatore argentino che ha diretto 21 film.
Ha ottenuto il Cóndor d'argento al migliore film e al miglior regista per La dama duende del 1946 e il Premio Konex di platino come miglior sceneggiatore argentino nel 1984.

## Biografia
Iniziò la sua carriera come critico cinematografico del giornale La Nación nel 1930, in sostituzione di Arturo Mom. Fondò La Rievista de America, assieme ad Eduardo Mallea e María Rosa Oliver. Nel 1933 il suo giornale lo inviò ad Hollywood, dove riuscì ad intervistare registi e stelle del cinema. Il viaggio lo mise in contatto con figure come Greta Garbo, Joan Crawford, Marlene Dietrich e il regista Josef von Sternberg. Con l'intervento del suo amico Antoine de Saint-Exupéry - che aveva conosciuto a Buenos Aires - venne assunto dalla Metro Goldwyn Mayer come consulente tecnico per la trasposizione cinematografica del suo romanzo Volo di notte (1933). Dopo il suo ritorno a Buenos Aires, fondò la società di produzione SIFAL insieme ad Alberto de Zavalía, scritturando lo sceneggiatore Carlo Adén e i registi Carlo Schlieper, Ernesto Arancibia e Enrique Cahen Salaberry.
La SIFAL produsse soltanto due film: Crimen a las tres (1934) e Escala en la ciudad (1934), le opere prime di Saslavsky e Zavalía, che risultarono essere un fallimento commerciale. Ciò nonostante, la produzione Pampa Film propose a Saslavsky di realizzare La fuga (1937), un poliziesco con Santiago Arrieta, Tita Merello e Francisco Petrone. Il film ebbe un grande successo di pubblico e consolidò la posizione di Saslavsky all'interno dell'industria cinematografica argentina.
Venne scritturato dall'Argentina Sono Film per dirigere Libertad Lamarque nel melodramma Ripudiata (1939). Saslavsky diresse anche Pepe Arias in El loco serenata (1939). Il suo stile riuscì a combinare un cinema di intrattenimento con una ricerca estetica innovativa.
Il suo film Historia de una noche (1941) ottenne un formidabile successo di critica e pubblico e la produzione Warner Brothers gli propose la realizzazione di una versione nordamericana dello stesso titolo. Ciò nonostante, il progetto non andò in porto per disaccordi sulla sceneggiatura.
Nel 1949, il suo film Vidalita ebbe problemi con la censura argentina. La supposta trattazione "anticreola" imposta al film non sarebbe piaciuta a Raúl Alejandro Apold, che da 1948 era a capo della Subsecretaría de Prensa y Difusión de la Presidencia de la Nación. Poco dopo, Saslavsky fu inserito, da Apold, nella sua "lista nera". Saslavsky, nel suo libro La fábrica lloraba de noche, scrisse: "Fui bandito dal peronismo nonostante Evita ripetesse che ero l'unico regista argentino ben istruito. Mi assicurarono che era perché essendo negli Stati Uniti, all'inizio della seconda guerra mondiale, mi ero arruolato al servizio della politica di buon vicinato."  Nello stesso libro scrisse di due incontri con Juan Domingo Perón, avvenuti a Madrid.
Il suo film La corona nera (1951), realizzato a partire da una sceneggiatura originale di Jean Cocteau, determinò l'avvio della sua carriera europea. Diresse diversi film in Spagna e Francia fino il suo ritorno in Argentina.
Nel 1984 ricevette il Premio Konex di platino come miglior sceneggiatore argentino.
Luis Saslavsky morì a Buenos Aires il 20 marzo 1995 e fu inumato nel Cimitero Britannico di Buenos Aires.

## Filmografia parziale

### Regista
- Sombras (1931)
- Crimen a las tres (1934)
- Nace un amor (1937)
- La fuga (1937)
- La casa del recuerdo (1939)
- El loco serenata (1939)
- Ripudiata (Puerta cerrada) (1939)
- Historia de una noche (1941)
- Eclipse de sol (1942)
- Ceniza al viento (1942)
- Los ojos más lindos del mundo (1943)
- La dama duende (1944)
- Cinco besos (1945)
- Camino del infierno (1946)
- Storia di una donna perduta (Historia de una mala mujer) (1947)
- Vidalita (1949)
- La corona nera (La corona negra) (1951)
- I demoniaci (Les louves) (1957)
- Festa di maggio (Premier mai) (1958)
- Questo corpo tanto desiderato (Ce corps tant désiré) (1959)
- El balcón de la Luna (1962)
- Historia de una noche (1963)
- Las ratas (1963)
- Elixir de amor, episodio del film La industria del matrimonio (1964)
- Vení conmigo (1972)
- El fausto criollo (1979)

### Sceneggiatore
- A sangre fría, regia di Daniel Tinayre (1947)
- Allá en el Norte, regia di Julio Saraceni  (1973)

### Produttore
- Llegó la niña Ramona, regia di  Catrano Catrani (1945)
- Recuerdos de un ángel, regia di Enrique Cahen Salaberry (1948)
- Vidalita, regia di Luis Saslavsky (1949)